# Kitty Kiernan
Pour les articles homonymes, voir Kitty et Kiernan.
Catherine 'Kitty' Kiernan, née le 26 janvier 1892 à Granard (Royaume-Uni de Grande-Bretagne et d'Irlande) et morte le 25 juillet 1945 à Dublin (Irlande), est une Irlandaise connue pour avoir été la fiancée du leader révolutionnaire irlandais et président du gouvernement provisoire, Michael Collins.

## Biographie

### Jeunesse
Catherine Bridget 'Kitty' Kiernan naît le 26 janvier 1892 à Granard, dans le comté de Longford, de Peter Kiernan et de Bridget Dawson, des marchands très aisés. Elle fait ses études au couvent de Loreto, dans le comté de Wicklow. Elle a cinq sœurs et un frère. Ses parents connaissent un mariage heureux et la vie dans la famille Kiernan est joyeuse jusqu'à ce que Kitty atteigne son adolescence. Le 27 novembre 1907, sa sœur, Elizabeth Mary (une jumelle), meurt à l'âge de dix-huit ans d'une tuberculose pulmonaire, tandis que l'autre sœur jumelle, Rose, serait décédée la même année à Davos, en Suisse — la tuberculose serait également la cause de décès. Sa mère, Bridget, meurt le 29 novembre 1908 d'une apoplexie et son père, Peter, meurt presque exactement un an plus tard, le 9 novembre 1909, d'une pneumonie. La famille Kiernan possédait le Greville Arms Hotel dans la ville, ainsi qu'une épicerie, une quincaillerie, une entreprise de bois et d'entreprise ainsi qu'un bar. Au coin de l'hôtel, ils exploitaient une boulangerie qui approvisionnait la ville et la majeure partie de la campagne environnante. Toute la famille travaillait à un titre ou à un autre.[réf. nécessaire]

### Relation avec Michael Collins
Michael Collins, l'un des principaux fondateurs de l'État irlandais indépendant, est présenté aux sœurs Kiernan par son cousin Gearóid O'Sullivan, qui sortait déjà avec Maud Kiernan. Michael Collins tombe d'abord amoureux de la captivante Helen Kiernan, mais elle est déjà fiancée à quelqu'un d'autre. Il tourne ensuite ses intérêts vers Kitty, qui avait déjà capté l'intérêt de l'ami de Collins, Harry Boland. Cependant, c'est avec Michael Collins que Kitty se fiance, avec l'intention de l'épouser lors d'une double cérémonie en novembre 1922 pour inclure les noces de Maud et Gearóid.[réf. nécessaire]

### Vie ultérieure et mort
Le 10 juin 1925, Kitty Kiernan épouse Felix Cronin, quartier-maître général dans l'armée irlandaise. Ils ont deux enfants, Felix junior (mort le 21 novembre 1999), puis Michael Collins Cronin (20 décembre 1929 - 5 janvier 2021),,. Felix junior et son fils Rex (mort le 25 novembre 1986, âgé de 23 ans) sont enterrés avec ses parents Kitty et Felix Cronin au cimetière de Glasnevin.
Kitty Kiernan meurt d'une hémorragie cérébrale le 24 juillet 1945, à l'âge de 52 ans. Elle est également enterrée à Glasnevin. Sa tombe est proche de celle de Felix Cronin, mort subitement le 22 octobre 1961 alors qu'il jouait au golf au Woodbrook Golf Club.

## La maladie de Bright
Plusieurs sources, notamment un article de 1996 de l'Irish Times, intitulé « Life after Mick », déclarent que Kitty Kiernan et plusieurs de ses frères et sœurs sont morts de la maladie de Bright - ce que l'on classerait aujourd'hui comme une néphrite chronique. Ses sœurs Maud (2 octobre 1895 - 28 octobre 1940) qui épouse Gearóid O'Sullivan le 18 octobre 1922 et Helena Josephine (22 septembre 1894 - 28 mai 1940) qui épousa l'avocat Paul McGovern le 5 octobre 1921 tous deux ont une néphrite chronique enregistrée comme cause de décès. Alors que la cause du décès de Kitty Kiernan est enregistrée comme une hémorragie cérébrale, la suggestion est qu'elle a souffert de problèmes de santé pendant plusieurs années avant sa mort.[réf. nécessaire]

## Dans la culture populaire
Dans le film Michael Collins (1996), Kitty Kiernan est jouée par l'actrice américaine Julia Roberts,, bien que certains critiques aient critiqué le développement du personnage.
Un certain nombre de pubs irlandais sont nommés à la mémoire de Kitty Kiernan, comme celui de Donnycarney, Dublin, Waterford, dans la section Bay Ridge de Brooklyn et de New York. Un pub similaire à Linz, en Autriche ferme en 2009.